# Kodomo no Jikan
Kodomo no Jikan (яп. こどものじかん Кодомо но дзикан, Детское время) — манга Каору Ватасии, выходившая с 2005 по 2013 год. В 2007 году была выпущена 12-серийная аниме-адаптация. В США манга была лицензирована Seven Seas Entertainment, в мае 2007 года компания прекратила её выпуск.

## Сюжет
В классе 3-1 появляется новый учитель, Дайсукэ Аоки. Там он сталкивается с ученицей Рин Коконоэ, которая выжила из школы предыдущего учителя. На том основании, что он уже случайно видел её голой, она объявляет, что будет девушкой Аоки. Несмотря на любовь со стороны Рин и прямые предложения заняться с ней сексом, сам Дайсукэ старается не выходить в отношениях со своей ученицей за рамки закона. Также, как позднее выясняется, к Рин испытывает романтические чувства её опекун, видящий в ней её покойную мать. Сюжет строится вокруг отношений Рин и Дайсукэ.

## Список персонажей
Дайсукэ Аоки (яп. 青木 大介 Аоки Дайсукэ) — главный герой манги. В свои 23 года он девственник и даже ни разу не целовался. Несмотря на то, что он постоянно отвергает приставания Рин, когда Рин обижается на него — первым идет мириться. По мере развития сюжета влюбляется в Рин. Однако держит свои чувства в тайне от неё. После того как Рин исполнилось шестнадцать, Аоки стал её любовником.
Рин Коконоэ (яп. 九重 りん Коконоэ Рин) — главная героиня манги. Дата рождения 17 августа 1998 года. Группа крови AB. Её мать ушла от отца, когда тот потребовал сделать аборт. Впоследствии она умерла от рака легких, и после этого Рин долго не могла говорить, живёт с двоюродным братом мамы. С начала манги Рин влюблена в Аоки. Изначально она использовала приставания к учителю просто, чтобы заставить его вернуть в школу Мими. После чего, однако, поток её сексуальных домогательств к учителю не закончился. В новости на www.sankakucomplex.com о выходе новых глав манги отмечается, что Рин обладает восхитительной плоской грудью и в последних главах стала менее плоскогрудой.
Аки Коконоэ (яп. 九重 秋 Коконоэ Аки) — мама Рин. В прошлом рассталась со своим мужем, так как узнав о том, что роды могут её убить, он потребовал, чтобы Аки сделала аборт. Впоследствии умерла от рака легких, отказавшись от лечения, дабы сохранить деньги для Рин.
Рэидзи Коконоэ (яп. 九重 レイジ Коконоэ Рэидзи) — опекун Рин. После смерти своих родителей жил с мамой Рин и был её любовником, несмотря на значительную разницу в возрасте. Рин напоминает ему Аки, и он ждет, пока ей исполнится 16, чтобы иметь возможность жениться на ней.
Куро Кагами (яп. 鏡 黒 Кагами Куро) — одноклассница Рин. Любит одеваться в разные костюмы. Влюблена в Рин и поэтому сильно переживает, видя чувства Рин к учителю. Фактически её чувства к Рин доходят до того, что она залепляет пластырем место на щеке, которое поцеловала Рин. Также испытывает романтические чувства к своей учительнице, Сираи.
Мими Уса (яп. 宇佐 美々 Уса Мими) — одноклассница Рин. Очень умная и стеснительная девочка, имеет большую грудь для своего возраста, из-за чего единственная в классе носит лифчик. Так же носит очки и показана как самая высокая из подруг. Предыдущий учитель придирался к ней из-за каждой мелочи, что вынудило её бросить школу. Тем не менее, под давлением Рин, Аоки смог вернуть её обратно в класс. Впоследствии влюбилась в Рэидзи, однако старается сдерживать свои чувства, чтобы не отбирать у Рин близкого человека. В конце манги начала встречаться с Рэидзи.